# Terminalne bolesti
Terminalna bolest je medicinski izraz koji se u 20. stoljeću koristi za opisivanje bolesti koja se ne može izliječiti ili adekvatno tretirati te koje se očekuje da će rezultirati smrću pacijenta u kratkom vremenskom periodu. Ovaj se izraz češće koristi u progresivnim bolestima poput raka ili težih srčanih bolesti nego kod traume. U uobičajenoj upotrebi ovaj izraz označava bolest koja će dovesti do smrti pacijenta.
Pacijent koji boluje od takve bolesti može biti označen kao terminalni pacijent, terminalno bolestan ili jednostavno terminalan. U većini slučajeva pacijent se smatra terminalno bolestan kada mu je očekivani životni vijek 6 mjeseci ili manje, pod pretpostavkom da će bolest napredovati uobičajenim tempom. Granica od 6 mjeseci je dogovorna te najbolje procjene duljine života mogu biti netočne, što znači da pacijent koji se smatra terminalnim ne mora umrijeti u roku od 6 mjeseci. Također pacijenti sa sporo napredujućim bolestima, poput AIDS-a, ne moraju biti u kategoriji terminalnih bolesnika zbog toga što prognoze o duljini života mogu biti duže od 6 mjeseci. Usprkos tome, ove procjene ne garantiraju da pacijent neće iznenadno umrijeti ranije. U globalu, liječnici malo precijene duljinu preostalog života što bi značilo da pacijent za kojeg se očekuje da će živjeti još 6 tjedana, u većini slučajeva umre oko 4. tjedna.

## Faze
Svaki pacijent drugačije reagira na vijest da boluje od terminalne bolesti kao što je rak. U najvećem broju slučajeva pacijenti prolaze kroz niz različitih faza prihvaćanja kada je takva bolest dijagnosticirana.
- Prva faza je nevjerica. Većina ljudi je šokirana činjenicom da se to njima događa, također je prisutna ekstremna tjeskoba, pogotovo prema nepoznatom. Šok, očaj i ljutnja su uobičajene emocije. Također, u nekih se pacijenata javlja i osjećaj krivnje da su možda učinili nešto pogrešno u životu da su zaslužili takvu dijagnozu. Neki pacijenti koriste humor kao psihološki obrambeni mehanizam, a drugi se osjećaju bespomoćno. Ova faza obično traje nekoliko dana do nekoliko tjedana.
- Druga faza je depresija koja može varirati u intenzitetu. U ovoj fazi neophodna je potpora obitelji, a samo u iznimnim slučajevima potrebna je neka vrsta terapije. Depresija može trajati nekoliko tjedana, no brzo popušta te osoba prelazi u zadnju fazu, tj. prihvaćanje.

## Upravljanje
Za terminalne bolesti ne postoji lijek ili odgovarajući način liječenja. Međutim, moguće je na neki način ublažiti bolove pacijenta ili mu olakšati disanje.
Neki terminalno bolesni pacijenti odbijaju bilo kakav tretman zbog neželjenih nuspojava, dok drugi nastavljaju agresivne tretmane u nadi da će uspjeti. Također, postoje i oni koji odbacuju standardne medicinske tretmane i nastavljaju s nedokazanim tretmanima kao što su drastične dijete. Pacijentov izbor tretmana se može mijenjati tijekom vremena.
Svim terminalno bolesnim pacijentima ponuđena je palijativna skrb, neovisno o njihovom stilu upravljanja bolesti, ako će im pomoći smanjiti bolove ili popraviti kvalitetu života. Hospicijska skrb može biti pružena kod kuće ili u dugoročnim objektima njege. Ona pruža emocionalnu i duhovnu pomoć i podršku pacijentu i njegovoj obitelji. Terapije opuštanja, masaža i akupunktura mogu ublažiti neke simptome i bolove.

## Pružanje skrbi
Briga je neophodna za osobe s terminalnom bolesti. Osoba koja se brine o pacijentu može biti medicinska sestra, licencirana osoba ili član obitelji. Njihova uloga može biti pružanje pomoći prilikom uzimanja lijekova za ublažavanje boli ili kontroliranje vrtoglavice i mučnine. Također, oni mogu pomagati pacijentu u obavljanu svakodnevnih poslova i prilikom kretanja. Njihova uloga je osigurati hranu i psihološku potporu pacijentu.
Pacijentova obitelj može imati raznih pitanja te im osobe koje se brinu o pacijentu mogu dati informacije da im olakšaju. Liječnici, uglavnom, ne daju procjene iz straha da ili ne daju lažnu nadu ili unište nadu pojedinca. U većini slučajeva skrbnici rade s liječnicima te slijede stručne upute. 
Liječnika ili medicinsku sestru zovu ako pojedinac:
- doživljava pretjeranu bol
- ima poteškoća s disanjem
- otežano mokri ili ima zatvor
- pao je i povrijeđen je
- depresivanje i želi si nauditi
- odbija uzimati propisane lijekove
- ili ako se njegovatelj ne zna nositi sa situacijom.

Njeogvatelji slušaju pacijenta, te mu omogućuju da izrazi svoje strahove i brige bez osuđivanja. Oni ohrabruju pacijenta, te poštuju njegovu potrebu za privatnošću i informacije koje su dobili drže povjerljivima.

## Odbijanje hrane
Ljudi koji osjećaju da su pri kraju svog života često odbijaju hranu i / ili vode. Objavljena istraživanja pokazuju da u kontekstu odgovarajuće palijativne skrbi, odbijanje hrane i tekućine ne doprinosi patnji među bolesnima, a zapravo može doprinijeti ugodnijem prijelazu iz života: "Barem za neke osobe, izgladnjivanje korelira s euforijom.

## Umiranje
Pacijenti i zdravstveni radnici, a od nedavno i ožalošćeni članovi obitelji dobru smrt opisuju u smislu učinkovite odluke donesene u nekoliko područja: 
- Osiguranje djelotvornog upravljanja boli i simptoma
- Educiranje o smrti i nakon nje, osobito jer se odnosi na donošenje odluka.
- Dovršenje svih značajnih ciljeva, kao što su rješavanja sukoba iz prošlosti.

Osobe koje su bolesne mogu i ne moraju slijediti prepoznatljive faze tuge. Primjerice, osoba koja pronalazi snagu u poricanju možda nikad neće doći do točke prihvaćanja ili privikavanja, a može i negativno reagirati na bilo koje izjave koje prijete ovom obrambenom mehanizmu. Drugi ljudi nalaze utjehu u uređenju svojih financijskih i pravnih poslova, ili pak planiranja svog pogreba.
|  | Molimo pročitajte upozorenje o korištenju medicinskih informacija. Ne provodite liječenje bez savjetovanja s liječnikom! |